# Frederic Berthold
Frederic Berthold (Gargellen, Austria, 3 de junio de 1991) es un esquiador que tiene 1 podio en la Copa del Mundo de Esquí Alpino.

## Resultados

### Copa del Mundo

#### Clasificación General Copa del Mundo
- 2010-2011: 167.º
- 2011-2012: 143.º
- 2012-2013: 107.º
- 2013-2014: 129.º

#### Clasificación por disciplinas (Top-10)
- 2016-2017:
  - Combinada: 8.º